# Temple Saint-Étienne

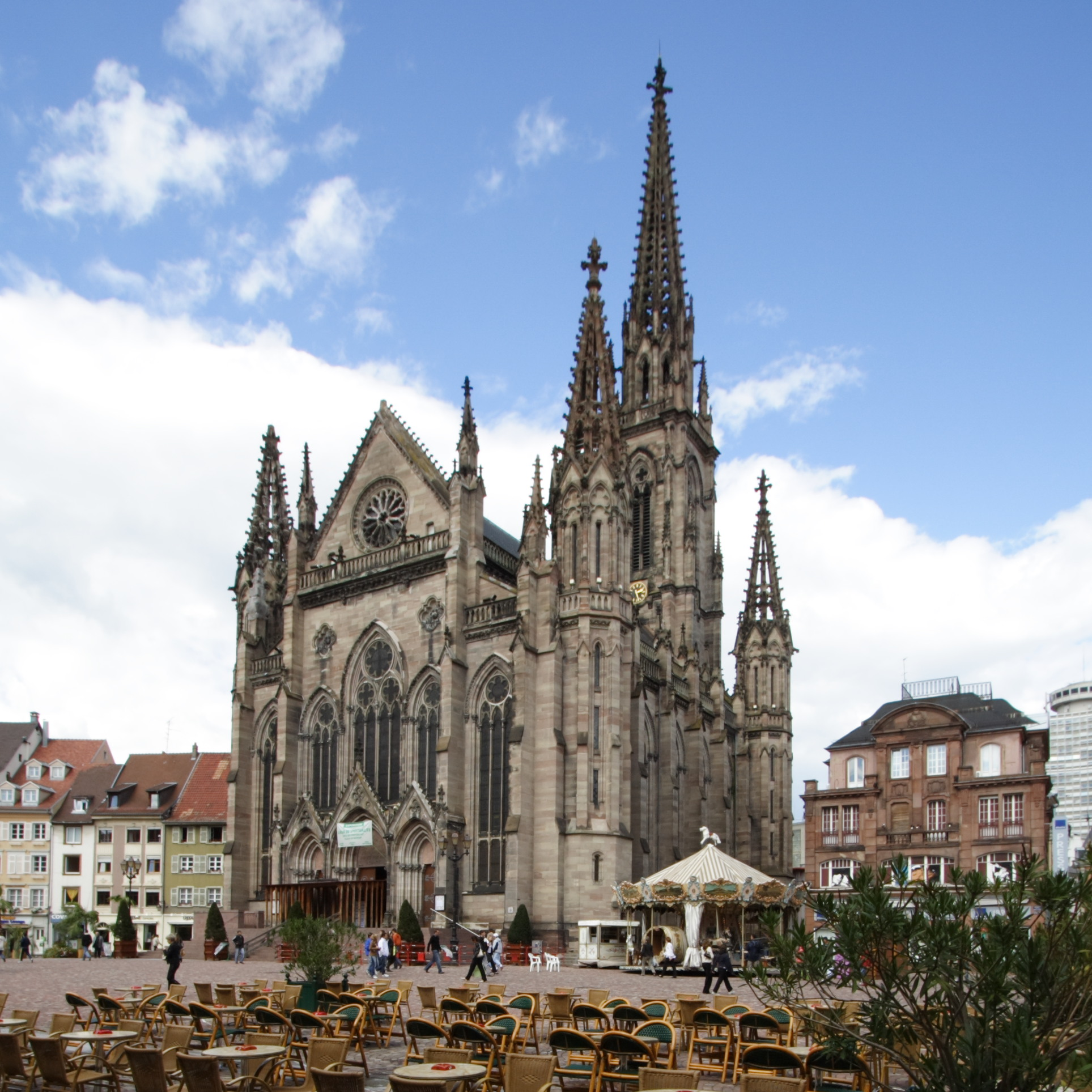
Temple Saint-Étienne auf der Place de la Réunion

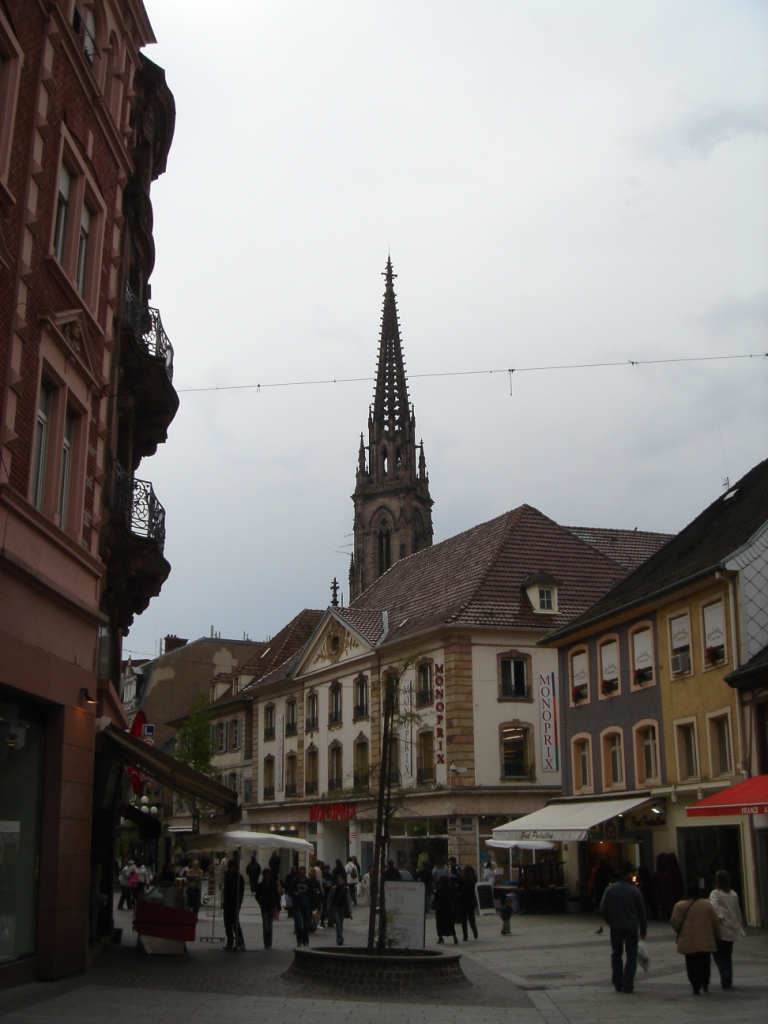
Der Glockenturm beherrscht das Stadtbild von Mülhausen

Die protestantische Stephanskirche (Temple Saint-Étienne) ist die reformierte Hauptkirche der Stadt Mülhausen im Elsass. Aufgrund ihrer zentralen Lage am Mülhausener Hauptplatz Place de la Réunion und ihres 97 Meter hohen Glockenturms (der höchste Kirchturm des Départements Haut-Rhin) wird sie gelegentlich als „Dom von Mülhausen“ (Cathédrale de Mulhouse) bezeichnet. Die Kirche ist ein Werk des Stadtarchitekten Jean-Baptiste Schacre, dem Mülhausen auch die große katholische Stephanskirche (Église Saint-Étienne) verdankt.

## Geschichte

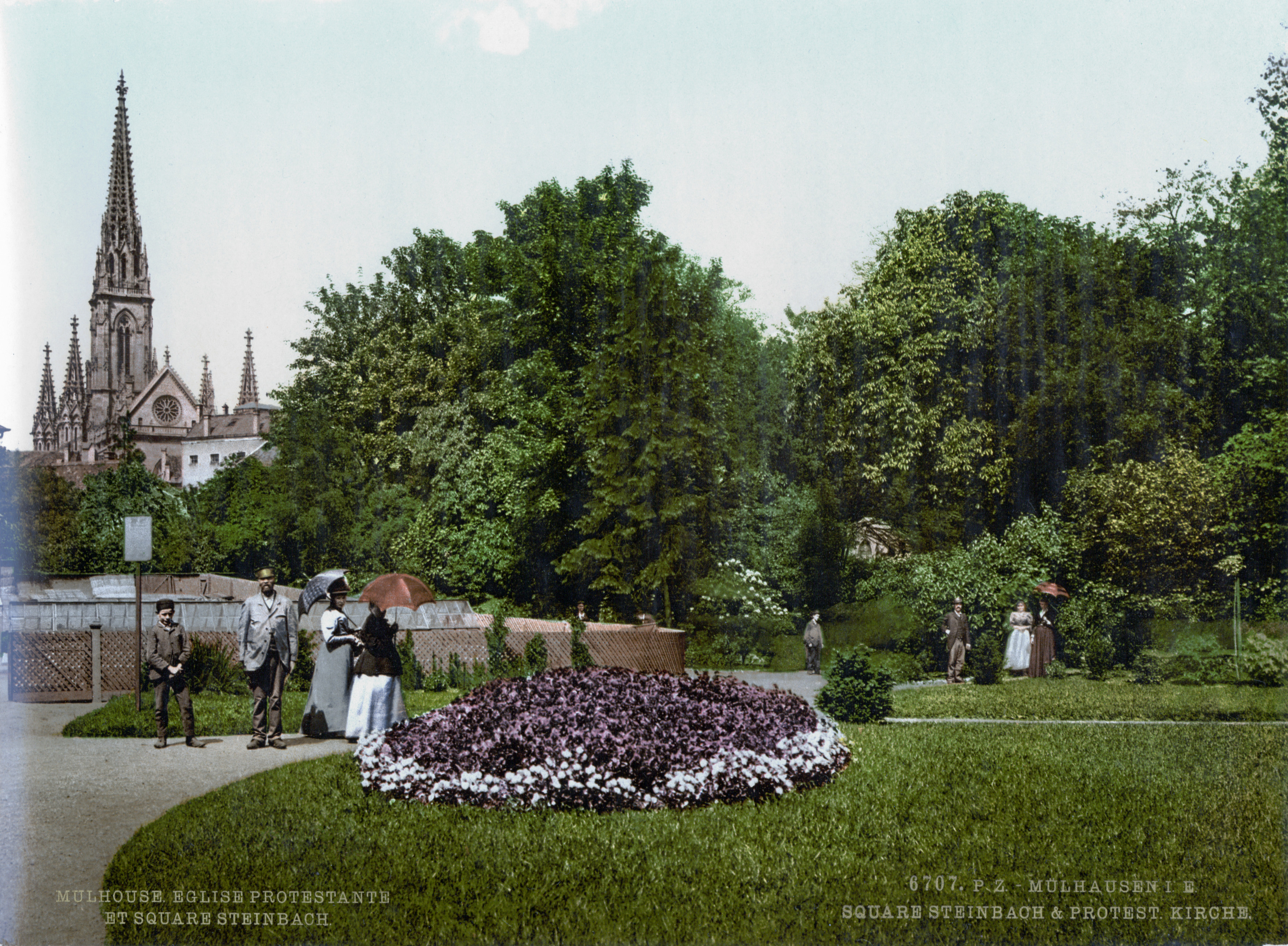
Ansicht der Stephanskirche um 1900

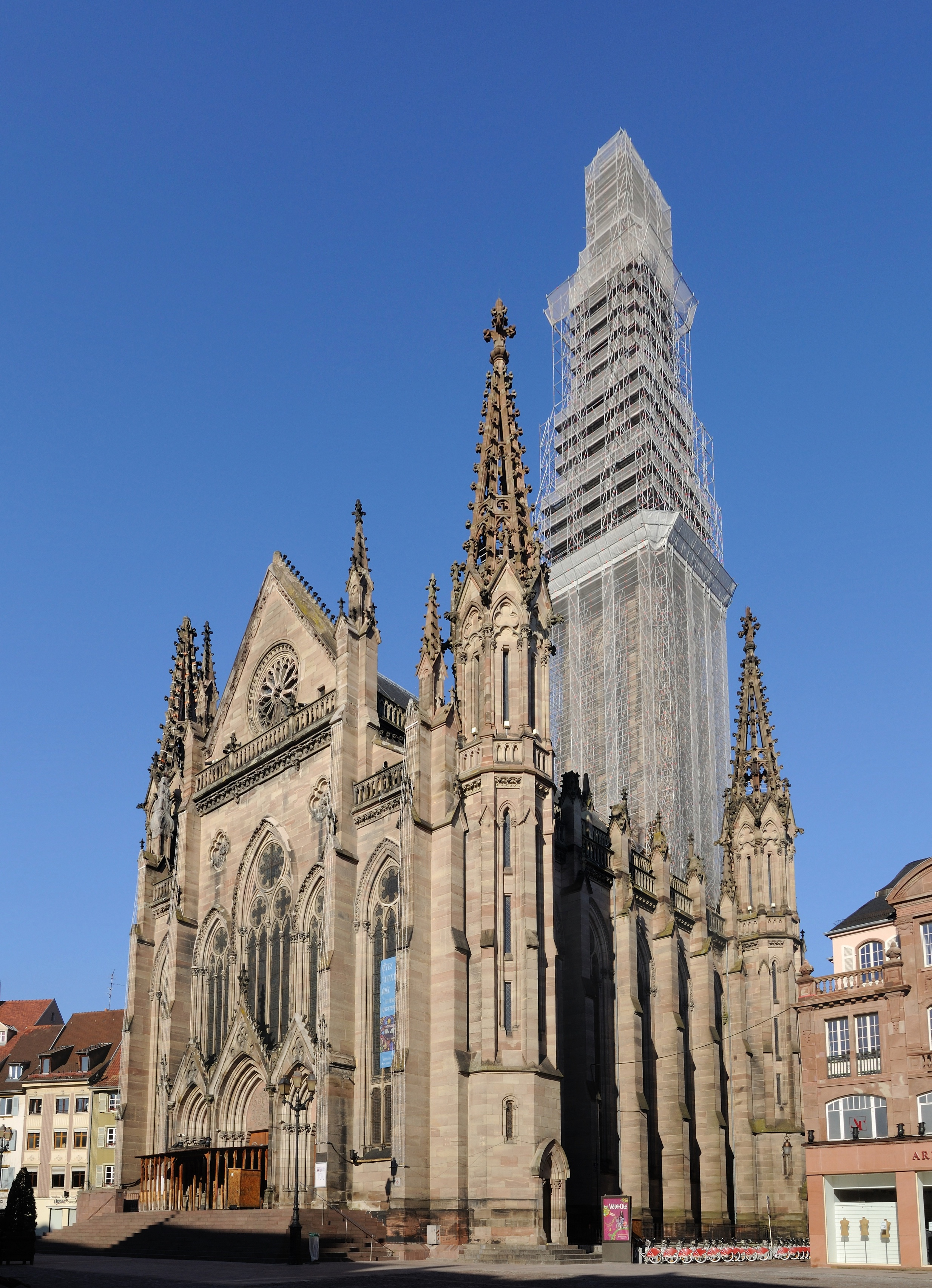
Restaurierung am Glockenturm, Jan. 2010

An der Stelle des heutigen Bauwerks erhob sich bis 1858 die ehemalige Pfarrkirche Sankt-Stephan. Das ursprünglich spätromanische Gebäude aus dem 12. Jahrhundert war Anfang des 14. Jahrhunderts im gotischen Stil erweitert worden. An das Langhaus wurde ein wesentlich höherer Chor angeschlossen. 1510 wurde der romanische Glockenturm im Stile der Renaissance umgestaltet. 1523 wurde die Kirche protestantisch. 1707 wurde der Glockenturm mit einer Zwiebelhaube bekrönt. 1857 beschloss der Mülhausener Stadtrat, das inzwischen als baufällig angesehene Gotteshaus durch einen Neubau zu ersetzen. Der Stadtarchitekt Schacre, der bereits die städtische Hauptsynagoge sowie die katholische Stephanskirche errichtet hatte, entwarf eine Kirche im neugotischen Stil über einem einfachen, rechteckigen Grundriss ohne Querhaus und Chor. Im Gegensatz zur langgestreckten katholischen Kirche handelt es sich um ein gedrungenes, doch sehr breites Gebäude. Der weithin sichtbare Glockenturm steht, im Gegensatz zu seinem Vorbild am Freiburger Münster, hinter dem Gebäude. Die heutige Kirche entstand 1859 bis 1866. Seit Februar 2009 wird sie außen und innen stückweise komplett restauriert. Die Bauarbeiten begannen mit der vollständigen Einrüstung des Glockenturms.

## Ausstattung
Ein beträchtlicher Teil der Ausstattung des Vorgängergebäudes fand Einzug in die Stephanskirche von Jean-Baptiste Schacre. Wichtigster Kunstschatz der Stadt Mülhausen überhaupt sind die großen Bleiglasfenster aus den Jahren 1320 bis 1350, berühmt für ihre lebendige Gestaltung und ihren Farbenreichtum. Sie befanden sich ursprünglich im Chor und wurden 1905 in die Obergadenfenster eingesetzt. Aus dem Jahre 1637 stammt das barocke Chorgestühl aus dunklem Eichenholz. Das steinerne Grabmal des Barons Friedrich Ludwig Waldner von Freundstein (1735), ein wichtiges Werk örtlichen Spätbarocks, wurde im Sitzungssaal der neuen Kirche aufgestellt.
Die barocke Kanzel von 1647 befindet sich heute in der protestantischen Kirche von Illzach.

### Orgel
Von der Silbermann-Orgel von Johann Andreas Silbermann (1765) ist nur noch das Gehäuse übrig; es befindet sich seit Abriss der alten Kirche in der protestantischen Johanniskirche (Temple Saint-Jean) der Stadt. Die heutige Orgel stammt aus der Werkstatt von Eberhard Friedrich Walcker, wurde aber seit ihrem Einbau 1866 mehrfach verändert, insbesondere 1953 durch die Orgelmanufaktur Schwenkedel. Das Instrument hat heute 70 Register auf vier Manualen und Pedal.
| I Grand Orgue C–g3 |       |     |
| Montre             | 16′   | (W) |
| Bourdon            | 16′   |     |
| Montre             | 8′    | (W) |
| Flûte creuse       | 8′    | (W) |
| Bourdon            | 8′    | (W) |
| Salicional         | 8′    | (W) |
| Prestant           | 4′    | (W) |
| Flûte à cheminée   | 4′    | (W) |
| Quinte             | 2 ⁄3′ | (W) |
| Doublette          | 2′    | (W) |
| Flûte              | 2′    |     |
| Fourniture VI      |       |     |
| Cymbale III        |       |     |
| Cornet V           |       | (W) |
| Trompette          | 8′    |     |
| Clairon            | 4′    |     |

| II Positif C–g3  |        |     |
| Montre ancienne  | 8′     |     |
| Bourdon          | 8′     | (W) |
| Prestant         | 4′     | (W) |
| Flûte conique    | 4′     | (W) |
| Nasard           | 2 ⁄3′  |     |
| Quarte de nasard | 2′     | (W) |
| Tierce           | 1 3⁄5′ |     |
| Cymbale III      |        |     |
| Cromorne         | 8′     |     |

| III Echo C–g3     |       |     |
| Quintaton         | 16′   |     |
| Principal italien | 8′    | (W) |
| Cor de nuit       | 8′    | (W) |
| Flûte solo        | 8′    |     |
| Principal         | 4′    |     |
| Flûte à cheminée  | 4′    | (W) |
| Principal         | 2′    |     |
| Larigot           | 1 ⁄3′ |     |
| Piccolo           | 1′    |     |
| Plein-Jeu IV      |       |     |
| Ranquette         | 16′   |     |
| Musette           | 8′    |     |
| Clairon           | 4′    |     |

| IV Récit expressif C–g3 |       |     |
| Bourdon                 | 16′   | (W) |
| Diapason                | 8′    | (W) |
| Flûte harmonique        | 8′    | (W) |
| Gambe                   | 8′    | (W) |
| Bourdon                 | 8′    | (W) |
| Voix céleste            | 8′    |     |
| Fugara                  | 4′    | (W) |
| Flûte harmonique        | 4′    | (W) |
| Quinte                  | 2 ⁄3′ |     |
| Doublette               | 2′    |     |
| Plein-Jeu V             |       |     |
| Cymbale III             |       |     |
| Bombarde                | 16′   |     |
| Trompette harm.         | 8′    |     |
| Clairon                 | 4′    |     |
| Basson/Hautbois         | 8′    |     |
| Voix humaine            | 8′    |     |
| Trémolo                 |       |     |

| Pédale C–g1        |     |     |
| Bourdon acoustique | 32′ | (W) |
| Principal          | 16′ | (W) |
| Soubasse           | 16′ | (W) |
| Bourdon (Recit)    | 16′ |     |
| Principal          | 8′  |     |
| Flûte              | 8′  | (W) |
| Bourdon            | 8′  | (W) |
| Basse-chorale      | 4′  | (W) |
| Flûte              | 4′  |     |
| Principal          | 2′  |     |
| Cornet III         |     |     |
| Fourniture V       |     |     |
| Bombarde           | 16′ | (W) |
| Trompette          | 8′  |     |
| Clairon            | 4′  |     |

- Koppeln: I/I, II/I, III/I, IV/I, III/II, IV/II, IV/III, IV/IV (als Sub- und Superoktavkoppeln), I/P, II/P, III/P, IV/P
- Anmerkung

(W) = Register ganz oder teilweise von 1866 (Walcker)

### Glocken
Der Hauptturm ist der höchste Turm einer evangelischen Kirche in Frankreich und beherbergt das größte protestantische Geläut Frankreichs. Die fünf Glocken wurden 1867 in Zürich-Unterstrass von Jakob Keller gegossen.
| Glocke | Durchmesser | Gewicht | Schlagton |
| ------ | ----------- | ------- | --------- |
| 1      | 2041 mm     | 5200 kg | G°        |
| 2      | 1625 mm     | 2630 kg | H°        |
| 3      | 1358 mm     | 1605 kg | d'        |
| 4      | 1007 mm     | 0640 kg | g'        |
| 5      | 0802 mm     | 0325 kg | h'        |

Ferner exixtiert noch eine mittelalterliche Glocke aus dem Beginn des 14. Jahrhunderts mit einem Durchmesser von 860 mm und einem Gewicht von etwa 300 kg.